# Dôme d'Ale
Ale Tholus
Pour les articles homonymes, voir Ale.
Le dôme d'Ale (désignation internationale : Ale Tholus) est un dôme situé sur Vénus dans le quadrangle de Metis Regio. Il a été nommé en référence à Ale, déesse igbo qui a créé la Terre et la végétation.